# پخش رادیویی اف‌ام

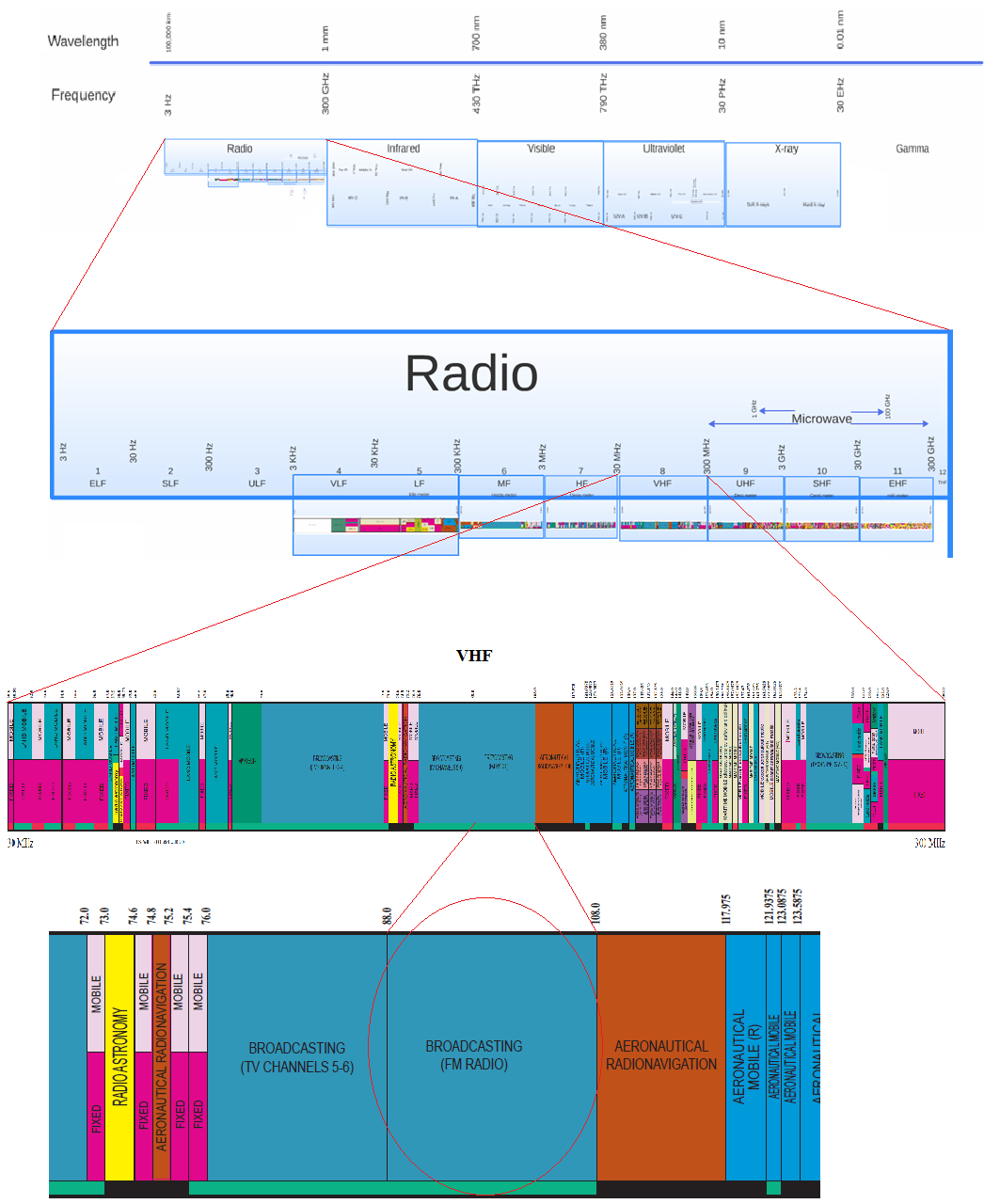
نگاره بزرگ شده در طیف الکترومغناطیس دامنه امواج fm می‌باشد.

پخش رادیویی اف‌ام (انگلیسی: Frequency Modulation Broadcasting)، نوعی فناوری پخش رادیویی با بسامد بسیاربالا است که توسط ادوین هاوارد آرمسترانگ ابداع شد.
آرمسترانگ از مدولاسیون فرکانس برای دست یافتن به صوتی با کیفیت «شباهت زیاد به اصل» به وسیله پخش رادیویی استفاده کرد.
اصطلاح باند اف‌ام نیز به فرکانس‌های تعین شده توسط هر کشور برای هر شبکه خاص گفته می‌شود.